# Campaspe

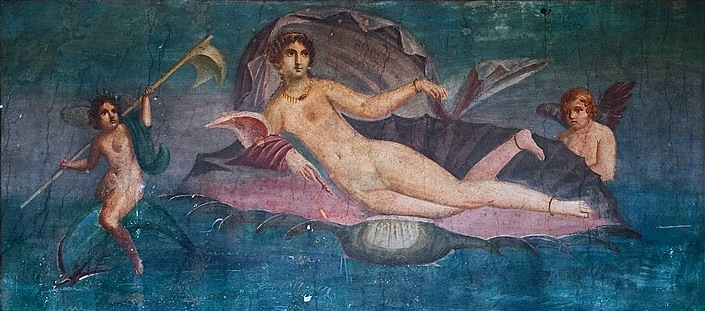
Fresco van Venus Anadyomene in Pompeï

Campaspe (Grieks: Καμπάσπη) was een hetaere (minnares) van Alexander de Grote uit Larissa. In Attische vorm heet zij ook wel Pancaste. Informatie over haar is niet te vinden bij Alexanders eigentijdse biografen, maar bij schrijvers uit de Romeinse periode: Lucianus van Samosata, Claudius Aelianus (Varia Historia) en Plinius de Oudere (Naturalis Historia, XXXV, 79-100).
Zij verhalen dat de befaamde Apelles in opdracht van Alexander een naaktschilderij maakte van Campaspe. Hij gebruikte haar ook als model voor zijn iconische Venus Anadyomene, die op haar beurt Botticelli inspireerde voor zijn Geboorte van Venus. Plinius beschrijft zelfs hoe Alexander, toen hij het resultaat onder ogen kreeg, besefte dat de schilder Campaspe meer liefhad dan hijzelf. Hij schonk haar weg aan Apelles maar behield het portret. Dit apocriefe verhaal werd later een geliefd thema in de Europese schilderkunst.
- Gemeinsame Normdatei: 1047619458
- Library of Congress Control Number: n83230355
- Union List of Artist Names: 500355279
- Virtual International Authority File: 11233001
- WorldCat: E39PBJbWt6pbjKgKPrtMx8XTpP